# 巴里中央車站
巴里中央車站（義大利語：Stazione di Bari Centrale）是義大利普利亞大區首府巴里的鐵路車站，為巴里最重要的火車站之一。

## 历史
該站於1864年建成，1865年至1906年間又增加了5個月台。二十世紀上半葉進一步擴大和更新，二戰後的1946年進行最近的一次改造工程。

## 概况
位于市中心的阿尔多莫罗广场（Piazza Aldo Moro），是一个大型的枢纽站，拥有16个客运服务台（FS13个FSE3个）每年乘客人數達1400萬。
车站坐落亚得里亚海铁路（FS），巴里 - 塔兰托铁路（FS），巴里 - 马丁纳弗兰卡 - 塔兰托铁路（FSE）